# فورموكورتال
فورموكورتال (بالإنجليزية:  Formocortal)‏ ( INN ) ، والمعروف أيضًا باسم الفلوروفورمايلون (بالإنجليزية: fluoroformylone)‏ ، هو عقار كورتيكوستيرويدي يستخدم في طب العيون .